# Toyota iQ
Toyota iQ — міський автомобіль, вироблений японською компанією Toyota Motor Corporation і представлений в одному поколінні для Японії (2008–2016); Європи (2008–2015); і Північної Америки (2012–2015), де він продавався як Scion iQ. Перероблений варіант продавався в Європі як Aston Martin Cygnet (2009–2013).

## Опис

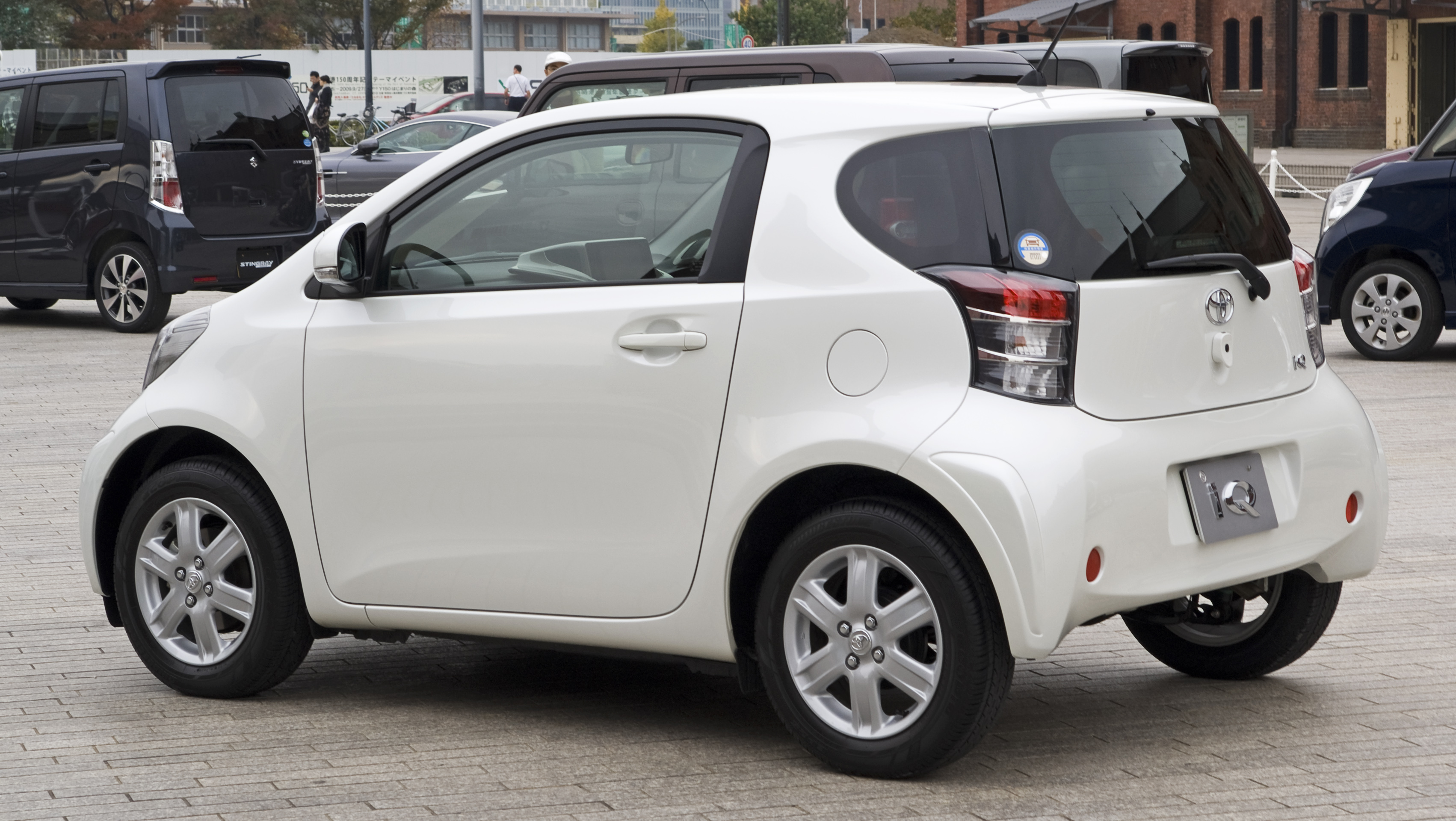
Toyota iQ

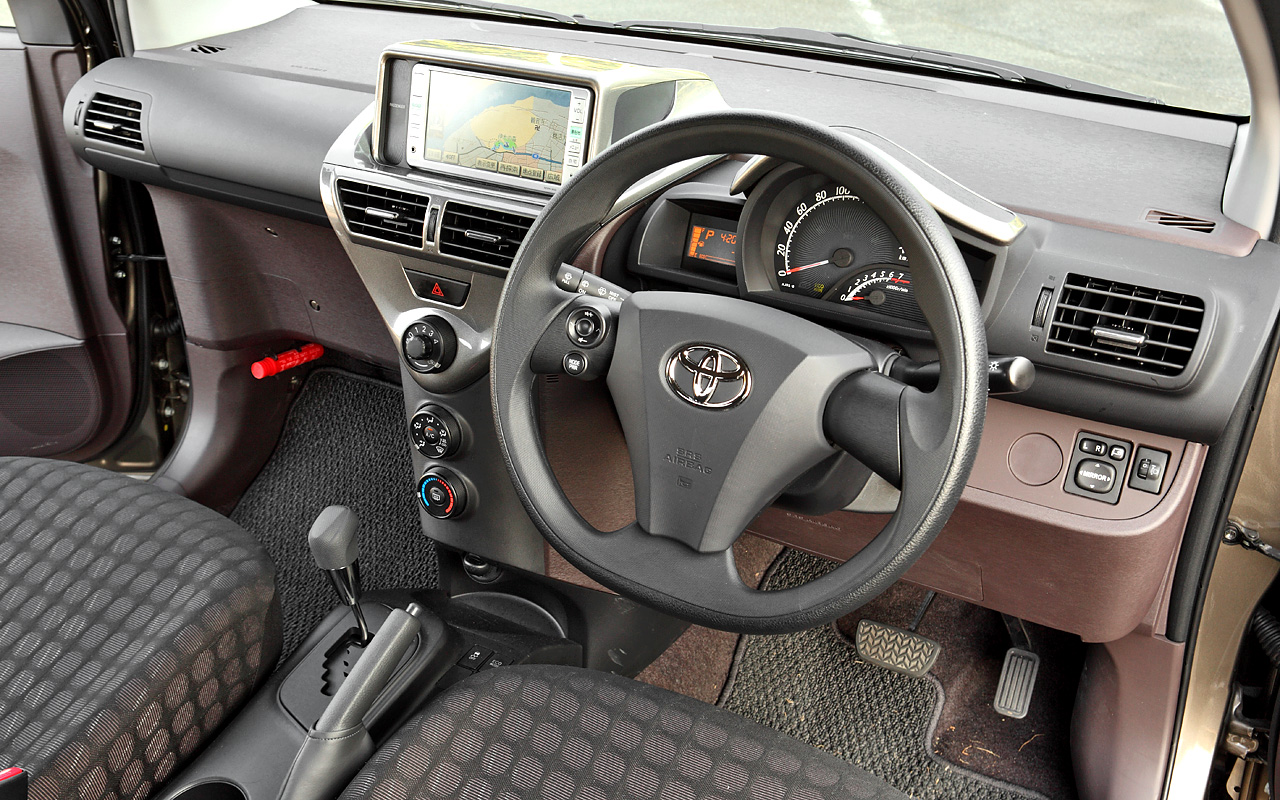

Розроблений у європейській студії дизайну та розробки Toyota у Ніцці, Франція, iQ відомий своєю спеціалізованою технікою, яка максимізує простір для пасажирів і мінімізує довжину. Конструкція вміщує чотирьох пасажирів, хоча одне з сидінь має дуже мало місця для ніг і не підходить для дорослих.
Слідуючи концепції, представленій на Франкфуртському автосалоні 2007 року, серійний iQ дебютував на Женевському автосалоні в березні 2008 року. Продажі в Японії почалися в листопаді 2008 року, а в Європі – в січні 2009 року. У 2008 році iQ було названо японським автомобілем року.
Назва iQ, ініціалізація терміна intelligence quotient, нагадує про конкурента, Smart Fortwo. Літери «iQ» також означають «індивідуальність», «інновації», «якість», натяк на його «кубічну форму», а також «підказку» для власників прийняти нові типи транспортних засобів і способів життя.
Виробництво iQ завершилося в грудні 2015 року, а в квітні 2016 року його було знято в Японії.

## Двигуни
- 1.0 L 1KR-FE I3
- 1.3 L 1NR-FE I4
- 1.3 L 1NR-FSE  supercharger I4 (iQ GRMN Supercharger)
- 1.4 L 1ND-FTV diesel I4

## Aston Martin Cygnet

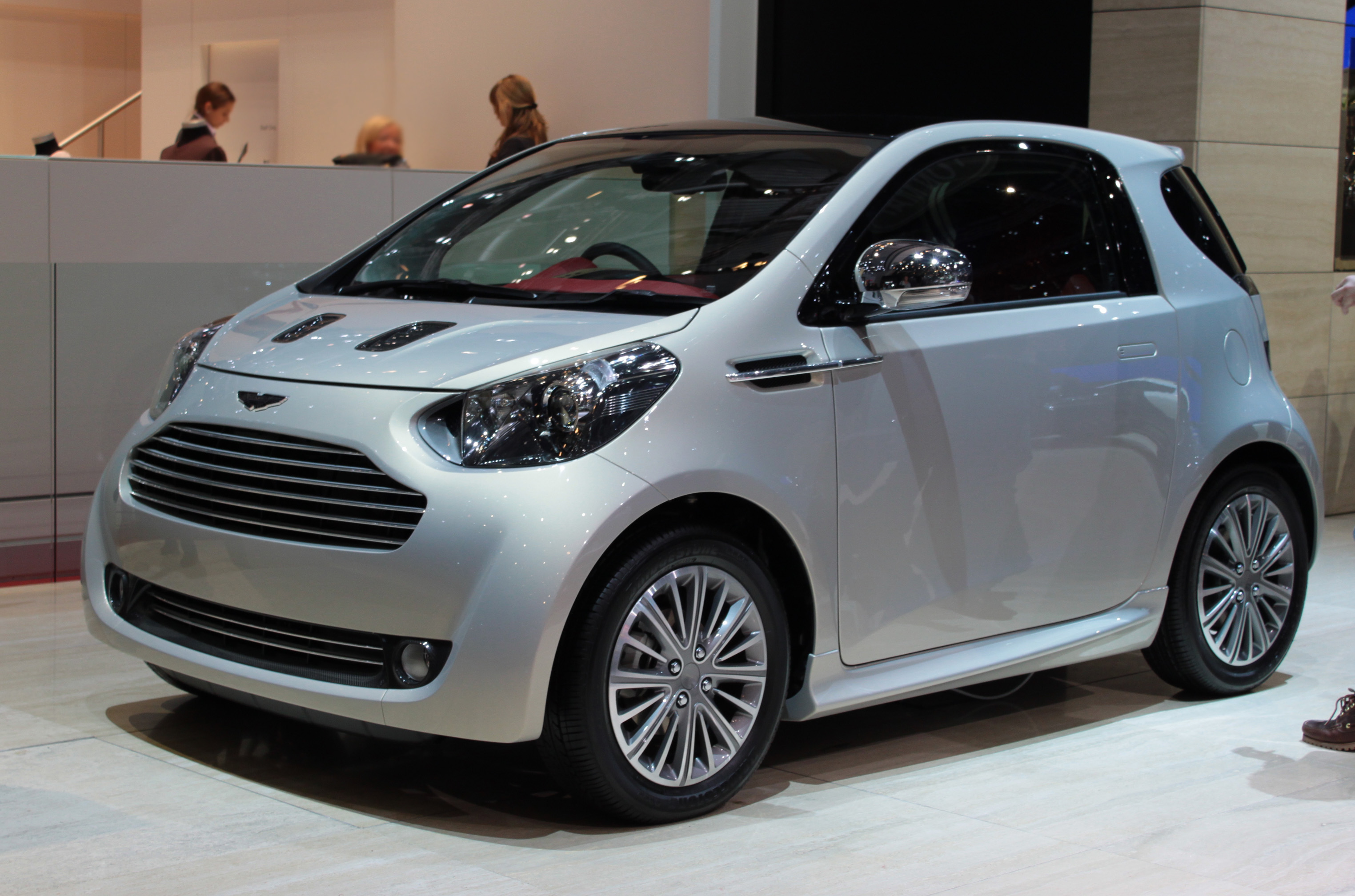
Aston Martin Cygnet

Aston Martin Cygnet — це 3-дверний хетчбек, що продається компанією Aston Martin з 2011 модельного року. Модель є модернізованим варіантом Toyota IQ. Cygnet дозволяє Aston Martin виконувати квоти середніх викидів для автовиробників, що ведені Європейським Союзом в 2012 році.

## Продажі
| рік  | Європа    | Європа              | США      |
| рік  | Toyota iQ | Aston Martin Cygnet | Scion iQ |
| ---- | --------- | ------------------- | -------- |
| 2008 | 40        |                     |          |
| 2009 | 44,282    |                     |          |
| 2010 | 23,313    |                     |          |
| 2011 | 12,955    | 261                 | 248      |
| 2012 | 9,245     | 172                 | 8,879    |
| 2013 | 5,462     | 131                 | 4,046    |
| 2014 | 3,593     | 29                  | 2,040    |
| 2015 | 292       |                     | 482      |
| 2016 | 172       |                     | 6        |
| 2017 | 2         |                     | 6        |
| 2018 | 3         |                     |          |